# العدل جروب
العدل جروب هي شركة إنتاج فني مصرية تأسست سنة 1997 على يد المنتج والسينارست مدحت العدل، والمنتج جمال العدل، والفنان سامي العدل وكان فيلم صعيدي في الجامعة الأمريكية عام 1998 أول إنتاج سينمائي للشركة محققًا أعلى الإيرادات في تاريخ السينما المصرية وأصبح جميع أبطاله نجوم مثل محمد هنيدي وأحمد السقا ومنى زكي وطارق لطفي وفتحي عبد الوهاب وغادة عادل وهانى رمزى وهشام المليجي. وكانت الشركة سبب في ظهور هؤلاء الممثلين وصارت العدل جروب على نفس النهج في اختيار واكتشاف النجوم في باقي أعمالها السينمائية والتليفزيونية حتى الآن.

## أعمال فنية من إنتاج شركة العدل جروب

### الأفلام
- 1998: البطل
- 1998: صعيدي في الجامعة الأمريكية
- 1999: همام في أمستردام
- 2000: فيلم ثقافي
- 2002: مافيا
- 2002: صاحب صاحبه
- 2002: شباب على الهوا
- 2004: أحلى الأوقات
- 2005: أريد خلعا
- 2008: شارع 18
- 2010: ولد وبنت
- 2010: تلك الأيام
- 2010: الديلر
- 2010: الكبار
- 2017: مولانا
- 2023: ع الزيرو

### المسلسلات
- 2001: حديث الصباح والمساء
- 2003: ملك روحي
- 2004: محمود المصري
- 2004: لقاء على الهواء
- 2005: ريا وسكينة
- 2005: أحلام عادية
- 2006: العندليب: حكاية شعب
- 2007: قضية رأي عام
- 2008: في أيد أمينة
- 2008: رمانة الميزان
- 2009: حقي برقبتي
- 2010: قصة حب
- 2010: بالشمع الأحمر
- 2011: الشوارع الخلفية
- 2012: سيدنا السيد
- 2012: سر علني
- 2013: الداعية
- 2014: فيفا أطاطا
- 2014: سجن النسا
- 2014: تفاحة آدم
- 2015: حارة اليهود
- 2015: تحت السيطرة
- 2015: بين السرايات
- 2016: فوق مستوى الشبهات
- 2016: سقوط حر
- 2017: واحة الغروب
- 2017: لأعلى سعر
- 2017: الحساب يجمع
- 2018: نسر الصعيد
- 2018: لدينا أقوال أخرى
- 2018: أرض النفاق
- 2018: اختفاء
- 2020: خيانة عهد
- 2020: ب100 وش
- 2021: حرب أهلية
- 2021: ضد الكسر
- 2022: فاتن أمل حربي
- 2022: أحلام سعيدة
- 2022: يوتيرن
- 2023: جميلة
- 2023: عملة نادرة
- 2023: 1000 حمدالله على السلامة
- 2024: عتبات البهجة

## وصلات خارجية
- الموقع الرسمي
- العدل جروب على موقع قاعدة بيانات الأفلام العربية